# Жукотинський потік
Жукотинський потік — потік в Україні у Коломийському районі Івано-Франківської області. Правий доплив річки Чорняви (басейн Дунаю).

## Опис
Довжина потоку приблизно 5,81 км, найкоротша відстань між витоком і гирлом — 5,53  км, коефіцієнт звивистості річки — 1,15 . Формується декількома безіменними струмками та загатами.

## Розташування
Бере початок на північно-західній околиці села Велика Кам'янка. Тече переважно на північний захід через село Жукотин і біля села Михалків впадає у річку Чорняву, ліву притоку річки Пруту.

## Цікаві факти
- На потоці існують газгольдер та газова свердловина[3].